# Mount Saint Mary College
Il Mount Saint Mary College è un'università privata di indirizzo cattolico con sede a Newburgh, nello stato americano di New York.
Le origini del college si ricollegano con quelle della Greater Mount Saint Mary academy, inaugurata nel 1927 dalle suore domenicane della Congregazione del Santo Rosario. Nel 1959 l'istituto ottenne la facoltà di conferire il titolo di Bachelor of Science e divenne college.